# لاهيري محاسايا
لاهيري محاسايا (بالإنجليزية: Lahiri Mahasaya)‏ (و. 1828 – 1895 م) هو مدرس، وغورو من الراج البريطاني، ولد في بنغال، توفي في فاراناسيالهند ، عن عمر يناهز 67 عاماً.